# Башня Святого Олафа
Башня Святого Олафа — главная башня Выборгского замка, первое сооружение Выборга. Единственный на территории России средневековый донжон, перестроенный в XVI веке в артиллерийскую башню. В XVIII—XIX веках служила главным флагштоком Выборгской крепости.

## Описание
Башня названа в честь святого Олафа — норвежского короля, активно боровшегося с язычеством и канонизированного церковью после гибели. Какие-либо документальные свидетельства о ходе строительства замка до середины XV века отсутствуют, и приблизительное представление о первоначальном облике постройки основано лишь на археологических исследованиях. Два нижних этажа сложенной из гранитных валунов четырёхугольной по всей высоте постройки сохранились до наших дней. Судя по положению следов балок гурдиции — крытой деревянной галереи верхнего яруса, высота башни была даже ниже современной четырёхгранной части. И все же башня была одним из самых крупных сооружений подобного типа в Северной Европе того времени. Размеры и пятиметровая толщина стен башни в основании позволяют предположить, что первоначально планировалось лишь строительство донжона, способного вместить весь гарнизон. Но осада новгородского войска уже через год после начала строительства привела к необходимости постройки не связанного с башней кольца стен для усиления обороны. Массивная башня позволяла контролировать не только весь периметр стены, но и оба пролива и вполне отвечала задачам обороны острова, выдержав серьёзную осаду с применением камнеметных машин в 1322 году, окончившуюся безуспешно для новгородских дружин, незадолго до этого захвативших ряд шведских крепостей, в числе которых был и наиболее укрепленный в Финляндии замок Або (в 1318 году).
По конструктивным особенностям башня скорее соответствовала старонемецкому типу — бергфриду, с колодцеобразным цокольным этажом, сводчатым перекрытием второго яруса и высоко расположенным входом, часто встречавшемуся в оборонительных постройках Европы. Ко входу вела лестница-помост, которую легко можно было убрать при осаде. В центре нижнего этажа располагалась шахта глубиной около семи метров, предназначение которой точно не известно. Возможно, шахта использовалась как тюрьма, а по некоторым сведениям, там было винохранилище. Обычный для донжонов того времени колодец отсутствовал. В толще стены, примыкающей к главному корпусу замка, имелась винтовая лестница. В северо-восточной стороне башни сохранились следы предназначенного, по всей видимости, для обороны выступа или эркера, в который вел проход с третьего этажа башни. Был ли выступ удален при перестройке башни или обрушился, достоверно неизвестно. Кирпичные своды второго этажа сохранялись до конца XIX в., согласно обследованию замка после пожара, проведенного археологом А. Хакманом в 1887 году.

В 1540-х годах парадные помещения были отделаны деревянными панелями. Об этом свидетельствуют сохранившиеся строительные отчеты, а также письмо короля Швеции Густава Васы к наместнику замка Класу Кристерссону Хорну, с требованием привести в порядок башню, дабы обеспечить «хорошую защиту королевским покоям здесь и по другую сторону внутреннего двора». Вероятно, эти помещения предназначались для приема короля в случае его визита в Выборг.

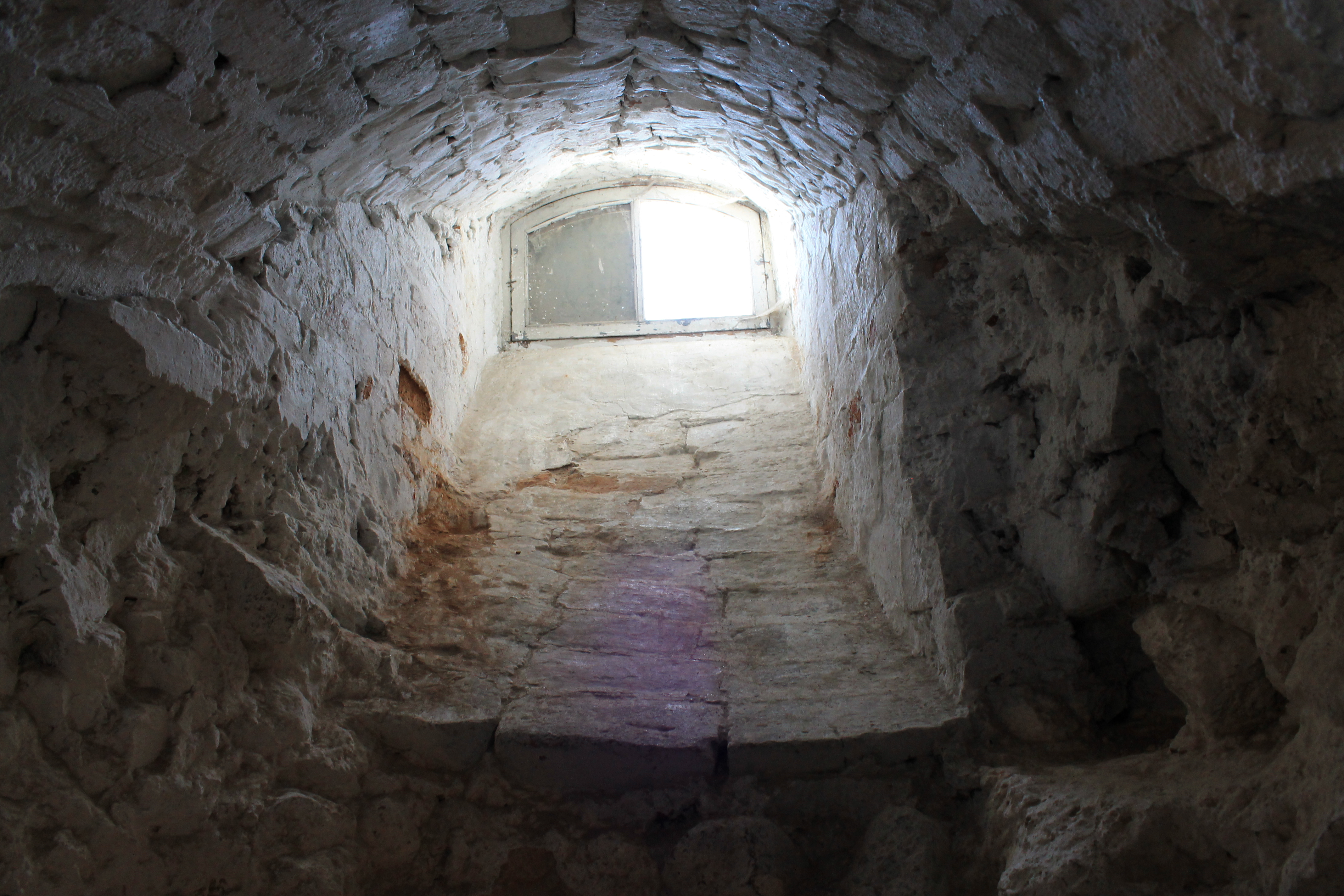

Уже при основании замка башни такого типа, как и сами принципы вертикальной обороны, все ещё применявшиеся тогда в Швеции, были почти устаревшими для центральной Европы. Будучи европейской периферией, Швеция продолжительное время отставала от неё как в фортификации, так и в развитии архитектуры в целом.
В связи с развитием артиллерии к середине XVI веке башня св. Олафа, неспособная противостоять артиллерийскому огню и непригодная для размещения орудий, нуждалась в модернизации. В правление короля Густава Васа началась подготовка к перестройке донжона Выборгского замка. Строительные работы велись уже при Эрике XIV в 1561—1564 годах. Возглавил работы немецкий мастер Иоганн (Ханс) де Порте, известный также под прозвищем Месс («измеритель»), позднее руководивший строительством Рогатой крепости. Верхние ярусы были разобраны до уровня второго этажа и на этом каменном основании началось новое строительство из кирпича. Башня стала семиэтажной: два надстроенных этажа повторяли четырёхгранную форму основания, а трем верхним придали форму восьмигранника для эффективного размещения артиллерии. Внутри башни соорудили каменную лестницу и деревянные межэтажные перекрытия. Крышу изготовили из бревен и досок и покрыли кровельным свинцом, специально доставленным из Стокгольма. Для подъёма тяжелых пушек и боеприпасов к ним на уровне четвёртого яруса установили подъёмник с системой блоков, а в центре перекрытий устроили большой четырёхугольный проем. В связи с нехваткой материала при возведении верхних ярусов использовались камень и кирпич башен оборонительной стены замка, разобранных в те же годы. По завершении работ на стену башни были перенесены часы из замковой часовни.
Во время осады города в 1710 году войсками Петра I верхние этажи башни были разрушены артиллерийским огнем. Ещё больший урон впоследствии нанесли пожары. В 1834 г. пожар, произошедший от удара молнии во флагшток башни, уничтожил деревянные перекрытия. Ровно через десять лет перекрытия и купол были отстроены заново в 1844 году. В 1856 году в куполе башни была устроена праздничная иллюминация по случаю открытия Сайменского канала. В результате с неосторожного обращения с огнем башня сгорела до тла.

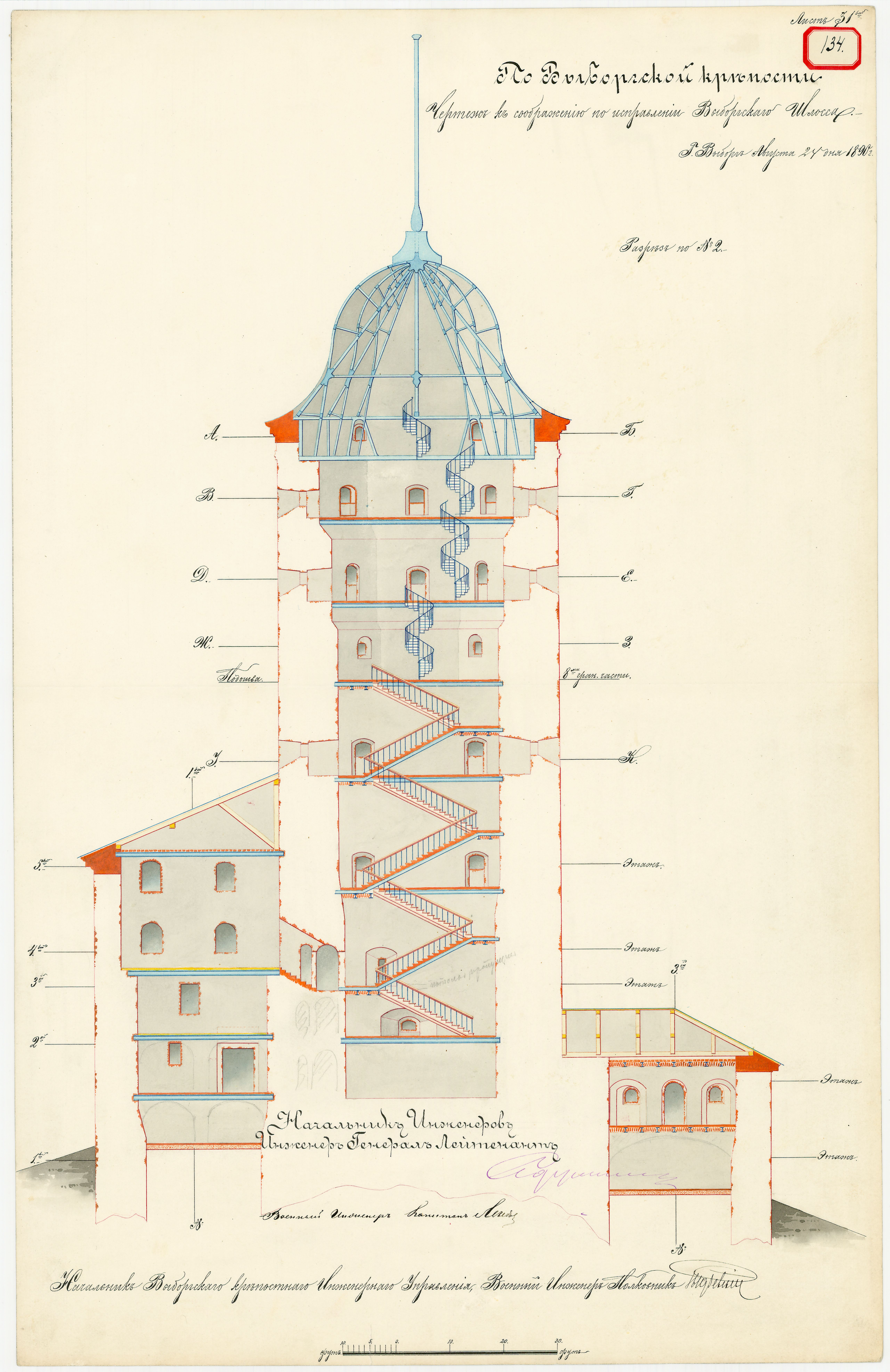
План городского ремонта. Вертикальный разрез башни. 1890—1890

Только спустя 30 лет после пожара в башне Главное инженерное управление Военного министерства начало восстановительные работы, проводившиеся под руководством инженер-полковника Э. Лезедова в 1891—1894 гг. В ходе реконструкции были утрачены остатки средневековых интерьеров. Башня получила новый шлемовидный купол, проект которого был выполнен в Берлине, у входа было построено крыльцо из гранита, а внутри башни — металлическая лестница для подъёма на смотровую площадку. Перекрытия ярусов не восстанавливались. В таком виде башня и просуществовала до наших дней.

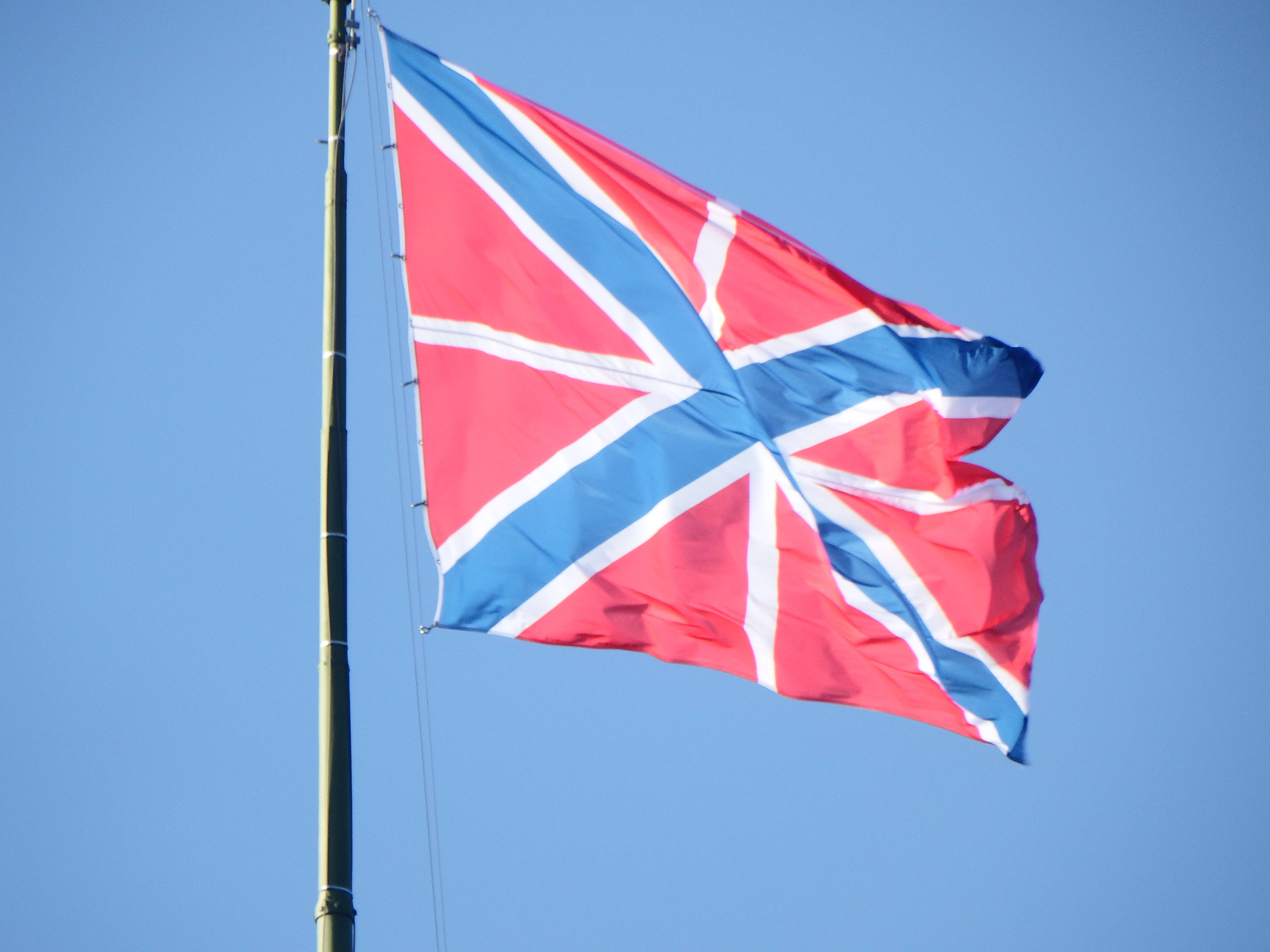
Крепостной флаг на флагштоке Башни Святого Олафа

В 2018 году была возрождена традиция вывешивания на флагштоке крепостного флага эпохи Русской императорской армии. Традиция подъёма крепостных флагов на флагштоках приморских крепостей была заведена при Петре I и прервана после 1917 года. На планах и чертежах Выборгской инженерной команды XVIII—XIX веков Башня Святого Олафа была обозначена как «Главный флагшток Выборгской крепости». После пожара 1834 года новый флагшток Выборгской крепости был установлен на бастионе Панцерлакс. Крепостной флаг вновь появился на Замковом острове не ранее 1894 года, когда была окончена реконструкция Выборгского замка и главная башня получила современный купол с флагштоком.
С 2017 по 2018 годы в башне производилась реставрация, в ходе которой была обновлена кровля башни, заменены оконные и дверные заполнения, расчищены и оштукатурены фасады, зачищены швы и стены внутри, восстановлена кирпичная кладка.
В 2021—2024 годах в ходе второго этапа ремонтно-реставрационных работ произведена вычинка кладки в интерьере, установлена новая лестница, возведена конструкция лифта с опорой на скальный массив в целях обеспечения доступности памятника для маломобильных групп населения. С 11 июня 2025 года смотровая площадка башни открыта для регулярного посещения.